# Монофтонг
Монофтонг (от старогръцки: μόνος – „един“ и φθόγγος – „звук“) е гласен звук, който не се разлага на два елемента. Противоположности: дифтонг, трифтонг. По време на произнасянето на звука на монофтонга, артикулацията на речевия апарат е стабилна и неизменна през целия период на звучене.
В латинската азбука са включени букви, обозначаващи монофтонги. Общо са шест и се четат както се пишат: a, e, i, o, u, y.
В английския език монофтонгите са гласни с устойчива артикулация, общо 12 на брой: [i:], [i], [u], [u:], [e], [ə], [ɜ:], [ɔ], [ɔ:], [æ], [ʌ], [a:].
Освен артикулационно и акустически еднородни монофтонги, се различават дифтонгоидни (нееднородни) монофтонги. Те се образуват както дифтонгите от два елемента, но за разлика то тях се характеризират с незначителна продължителност на предходния звук. Образуването на дифтонгоидни монофтонги допринасят за заобикалящите гласни съгласни. Така например, в руския език условие за възникване на дифтонгоидност може да е наличието на предшестваща мека съгласна: в думата „мял“ пред меката съгласна [м’] в монофтонга [а] се образува [i]-образно начало – [m’ial].